# Moon Taejun
Moon Taejun (* 1970 in Gimcheon, Gyeongsangbuk-do) ist ein südkoreanischer Lyriker.

## Leben
Moon Taejun wurde 1970 in Gimcheon, in der Provinz Nord-Gyeongsang geboren. Er debütierte 1994 als Gewinner des Nachwuchspreises des Munye Chungang-Literaturjournals. In der zweiten Hälfte der 1990er Jahre publizierte Moon vereinzelt Gedichte in Literaturzeitschriften. Im Jahr 2000 erschien sein erster Gedichtband, der bei Kritik und Publikum auf sehr wohlwollende Resonanz stieß. Mit den zwei Folgebänden 맨발 (dt. Nackter Fuß, 2004)
und 가재미 (dt. Plattfisch, 2006) gelang es ihm – begünstigt durch die allgemein starke Präsenz des Lyriksegments innerhalb der südkoreanischen Lesekultur – ein breiteres Publikum zu gewinnen. Seither hat der Dichter im Abstand von jeweils einigen Jahren – Stand 2022 – fünf weitere Gedichtbände veröffentlicht. Vielfach ausgezeichnet mit den renommiertesten Literaturpreisen des Landes ist Moon heute als eine der wichtigsten Stimmen südkoreanischer Gegenwartslyrik anerkannt.
Moons Gedichte sprechen eine besänftigende Sprache, die die Wunden der Seele heilt. Seine Werke versuchen die Schmerzen derer zu lindern, die unter Gewalt und Unterdrückung einer gefühlskalten Gesellschaft leiden. Besonders hoch schätzt er Unterhaltung und betont die komplette Empathie zwischen zwei Existenzen. Er strebt nach einem Zustand, in dem Subjekt und Objekt fusionieren und keinen Unterschied mehr aufweisen. In diesem Aspekt führt er die lyrische Tradition fort.
Neue Lyriker sind meist skeptisch der alten Lyrik gegenüber und suchen stattdessen eine neue Sprache, die der Gegenwart gerecht wird. Das Ergebnis ist jedoch nur allzu häufig eine eigenartige Lyrik, die dem Leser meist nur schwer verständlich ist. Moons Gedichte kontern stillschweigend diesen Trend und verkörpern die Hoffnung auf einfache Kommunikation in der Welt durch eine Sprache, die von Lyrik durchdrungen ist. In seinen Werken tauchen bekannte Subjekte der Natur auf wie z. B. Blumen, Bäume, Laub und Pfade und auch Menschen aus dem alltäglichen Leben wie z. B. Frauen, Kinder und Leidende. Aber gerade in dieser Vertrautheit liegt die einzigartige Individualität des Dichters, indem er uns die Tatsache ins Bewusstsein ruft, dass das Bekannte nicht immer „alt“ ist.

## Werke

### Lyrikbände (Koreanisch)
- 수런거리는 뒤란 Geschwätziger Hinterhof (2000)
- 맨발 Nackter Fuß (2004)
- 가재미 Plattfisch (2006)
- 그늘의 발달 Die Ausbreitung der Schatten (2008)
- 먼 곳 Ein ferner Ort (2012)
- 우리들의 마지막 얼굴 Unser letztes Gesicht (2015)
- 내가 사모하는 일에 무슨 끝이 있나요 Hat mein Sehnen je ein Ende? (2018)
- 아침은 생각한다 Der Morgen denkt (2022)

### Kurzprosa und Essays (Koreanisch)
- 느림보 마음 In der Art des Müßiggängers (2009)
- 바람이 불면 바람이 부는 나무가 되지요 Kommt Wind auf, wird er Baum im Wind (2019)
- 나는 첫 문장을 기다렸다 Ich wartete auf den ersten Satz (2022)

### In westlichsprachiger Übersetzung

#### Englisch
- The Growth of a Shadow: Selected Poems of Taejoon Moon, Autumn Hill Books (2012) ISBN 978-0982746639

## Auszeichnungen
- 2006 – 제21회 소월시문학상 대상 (Sowŏl Lyrikpreis)
- 2005 – 제05회 미당문학상 (Midang Literaturpreis)
- 2005 – 제03회 유심작품상 (Yusim Buchpreis)
- 2004 – 제04회 노작문학상 (Nojak Literaturpreis)
- 2004 – 제17회 동서문학상 (Tongsŏ Literaturpreis)
- 2002 – 고대문인회 신인작가상 (Preis der Kodae Literatenvereinigung für Nachwuchsautoren)
- 1994 – 문예중앙 신인문학상 (Preis für Nachwuchsautoren des Munye Chungang-Literaturjournals)